# 404
404 foi um ano bissexto do século V que teve início a uma sexta-feira e terminou a um sábado, segundo o Calendário Juliano. As suas letras dominicais foram C e B.
| Ano completo                          |
| ------------------------------------- |
| Ano bissexto com início à sexta-feira |

## Eventos

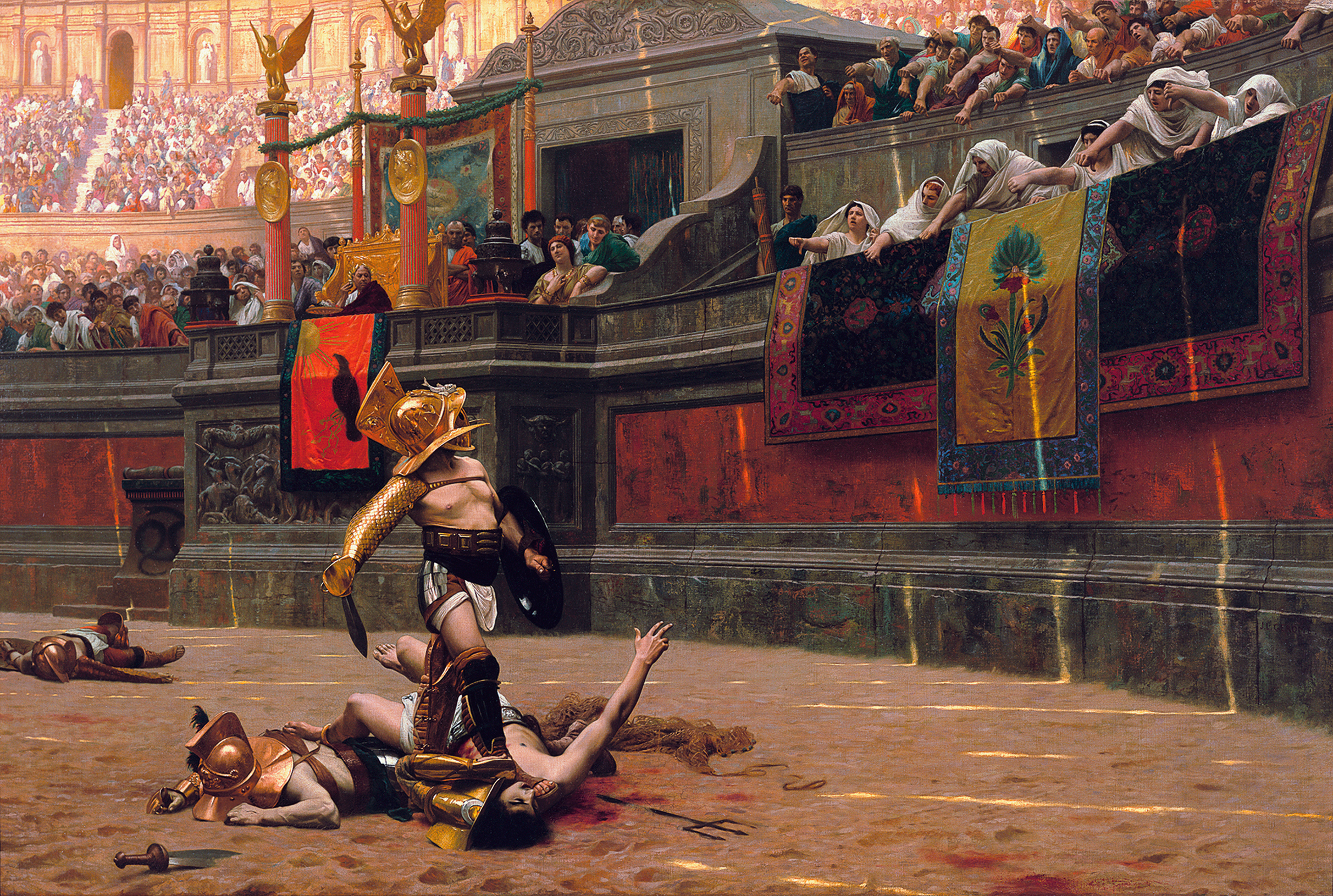
1 de Janeiro: A última competição de gladiadores acontece em Roma.

- 1 de janeiro — São Telêmaco tenta impedir uma luta de gladiadores em um anfiteatro romano e acaba sendo apedrejado até a sua morte pela plateia. Esse ato impressionou o imperador cristão Honório, que baniu as lutas de gladiadores.

Proibição dos jogos com mortes humanas no Coliseu, sendo apenas massacrados animais como elefantes, panteras ou leões.